# Farrodes texanus
Farrodes texanus är en dagsländeart som beskrevs av Davis 1987. Farrodes texanus ingår i släktet Farrodes och familjen starrdagsländor. Inga underarter finns listade i Catalogue of Life.